# Maciu Samaidrawa Dunadamu
Maciu Samaidrawa Dunadamu (14 giugno 1986) è un calciatore figiano, attaccante dell'Hekari United.